# Екзотизми
Екзоти́зми (від грец. exōtikos — чужий, іноземний) — слова, запозичені до якоїсь мови з інших мов на позначення реалій життя іншого народу чи країни: назви житла, страв, напоїв, явищ культури тощо. Наприклад, в українській мові це корида, тореро (з життя іспанців), кімоно, сакура (з життя японців). І навпаки, у багатьох мовах світу існують українські екзотизми: бандура, борщ, галушки, гопак, кобзар та ін.

Екзотизми найчастіше використовують у художній літературі, щоб надати твору місцевого колориту. Так, французький письменник П. Меріме у новелі «Кармен» активно вживає екзотизми, безпосередньо пов'язані з іспанським життям, адже дія твору відбувається саме в Іспанії: алькад, гаспачо, мантилья. У поемі «Кавказ» українського поета Т. Г. Шевченка вжито такі екзотизми, як чурек (прісний хліб кавказьких горців) і сакля (житло кавказьких горців).
Види екзотизмів :
- назви грошових одиниць (фунт, франки, євро, рубель, злотий, крона, песо, юань, тугрик, гривня)
- назви деяких населених пунктів (аул, аїл, кишлак)
- назви житла (юрта, ізба, вігвам)
- назви предметів одягу (паранджа, агбада, кімоно, тюбетейка)
- назви людей за посадою або родом занять (гейша)
- назви державних закладів (сейм, конгрес)
- назви страв і напоїв (асадо, фейжоада, молохея, хачапурі, вареники, ракфікс, адобо, франсезінья, сармале, касба)